# 366
366 (CCCLXVI) fue un año común comenzado en domingo del calendario juliano, en vigor en aquella fecha.
En el Imperio romano, el año fue nombrado como el del consulado de Graciano y Dagalaifo, o menos comúnmente, como el 1119 Ab urbe condita, adquiriendo su denominación como 366 a principios de la Edad Media, al establecerse el anno Domini.

## Acontecimientos
- El emperador de Oriente, Valente, derrota al rebelde Procopio en la  batalla de Tiatira, Lidia.
- Dámaso I es elegido papa de la Iglesia católica.

## Fallecimientos
- 27 de mayo: Procopio, aspirante al trono imperial.
- 24 de septiembre: Liberio, papa.